# ليس فرانكويسيس ديل فاليس
بلدية ليس فرانكيسيس ديل باليس (بالكاتالانية: les Franqueses del Vallès) هي إحدى بلديات مقاطعة برشلونة، والتي تقع في منطقة كاتالونيا، شرق إسبانيا.
يبلغ عدد سكانها 16.325 نسمة وفقاً لإحصائية سنة (2007).

## أعلام
- سيرجي بارخوان